# 菲利普·尼科萊特
菲利普·尼科萊特（法語：Philippe Nicolet，1953年1月4日—），出生于洛桑，著名瑞士纪录片和故事片导演。作为记者和编剧，他曾是洛桑电视台的第一个首席主编，后来他为让·莫内基金会负责追踪报道瑞士和欧盟关系的历史的专题片，当时是Henri Rieben担任基金会主席。他除了给大约五十个国家拍摄纪录片之外，还因为给数百名政治，科学和艺术的人士做过专访而闻名。 2006年，他开始创作拍摄3D电影。 

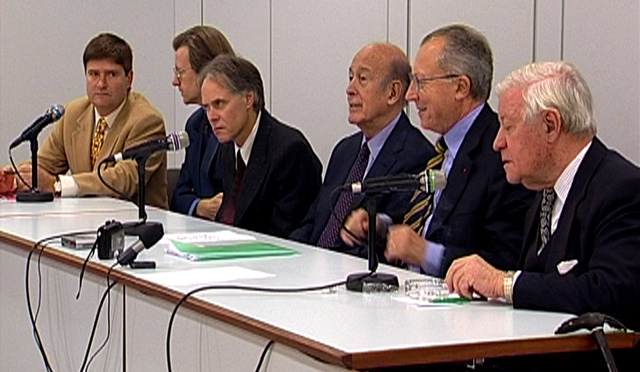
菲利普·尼科萊特（左）组织的让·莫内基金会的新闻发布会，参加的有瑞士国家代表的克劳德瑞，瑞士总统莫里茨·洛伊恩贝格，德斯坦，雅克·德洛尔和赫尔穆特·施密特

## 纪录片和故事片
1979-2005：各种视野和人物的视频采访：国家元首，宇航员，艺术家，发明家等
1994年：雅娜·卡爾芒（Jeanne Calment），世界上最长寿的人
1995年：《在监狱里》。预防性监禁实况小说
1996-1997年：《也许是明天》，科幻系列
1997年：《洞穴备忘录》，有关记忆的纪录片。
1998年：With Maurice Béjart。意大利，瑞士和俄罗斯的报告文学。
2000：《十一小时的标志》。长的故事片。与杜根Nanou，罗兰·凯莉，让 - 皮埃尔·奥尔索斯和安妮·卓别林
2001年：欧洲建筑师。雅克·德洛尔，吉斯卡尔·德斯坦和赫尔穆特·施密特欧元的采访。
2002年：《梦想家》，一个侧重于移民的祖国的系列片。该系列片在2004年得到了瑞士联合国教科文组织委员会的赞助。
2005年：歐博訥男爵的东方游记。让-巴蒂斯特·塔维涅纪录片。
2007年：3D奥德赛，3维立体历史的纪录片。
2008年：关于摩洛哥的纪录片，3D摩洛哥
2009年：3D澳大利亚
2010年：3D伊朗：一个文明的挑战，关于伊朗今天的纪录片
2011：3D安提凯希拉机器，天才的指纹（三维）
2011：电影：“YES - In the Present  - 里昂直播”

## 外部連結
- （页面存档备份，存于） www.nvp.ch
- （页面存档备份，存于） www.nvp3d.com
- （页面存档备份，存于） www.jean-monnet.ch
- www.reveur.ch